# محمدرضا رضایی کوچی
محمدرضا رضایی کوچی (زادهٔ ۱ مهر ۱۳۵۰ در بخش کردیان، جهرم) سیاستمدار و پزشک ایرانی و نمایندهٔ دوره‌های هشتم، نهم، دهم، یازدهم و دوازدهم مجلس شورای اسلامی از حوزه انتخابیه جهرم و خفر و همچنین رئیس کمیسیون عمران مجلس شورای اسلامی است.
محمدرضا رضایی کوچی دانش‌آموخته رشتهٔ پزشکی از دانشگاه علوم پزشکی شیراز و دکترای مدیریت استراتژیک است و پیش از ورود به مجلس به عنوان شهردار جهرم و مدیر پشتیبانی دانشگاه علوم پزشکی شیراز نیز فعالیت می‌کرد.

## زندگی‌نامه
محمدرضا رضایی کوچی در ۱ مهر ۱۳۵۰ در بخش کردیان شهرستان جهرم زاده شد. او در ۶ سالگی همراه با خانواده به جهرم مهاجرت کرد و مقطع دبیرستان را در این شهر به پایان رساند و پس از اخذ دیپلم در رشتهٔ ریاضی و فیزیک وارد جبهه‌های جنگ ایران و عراق شد و در آنجا جانباز شد. او پس از جنگ با شرکت در کنکور در رشته پزشکی دانشگاه علوم پزشکی شیراز پذیرفته شد و بلافاصله بعد از فارغ‌التحصیلی برای پنج سال به سمت شهردار جهرم گماشته شد. رضایی پس از شهرداری به مدت یک سال مدیر پشتیبانی و خدمات دانشگاه علوم پزشکی شیراز بود و پس از آن به مجلس شورای اسلامی راه یافت.

## در مجلس
محمدرضا رضایی کوچی به صورت پی‌درپی پنج بار از حوزه انتخابیه جهرم و خفر به مجلس شورای اسلامی راه‌یافته‌است. رضایی در اولین حضورش در انتخابات مجلس شورای اسلامی در انتخابات مجلس هشتم به همراه محمدمهدی شجاعی‌فرد نماینده حوزهٔ جهرم در دوره‌های چهارم و پنجم مجلس، به عنوان دو نامزد نهایی به دور دوم انتخابات راه یافت و در این دور با کسب بیش از ۳۶ هزار رای (۵۷٪ آرا) به مجلس راه یافت. وی در دورهٔ نهم با بیش از ۵۳ هزار رای (۵۴٪ آرا)، در دورهٔ دهم با بیش از ۵۳ هزار رای (۵۰٪ آرا) و در دورهٔ یازدهم نیز با حدود ۴۰ هزار رای (۵۰٪ آرا) توانست به مجلس شورای اسلامی راه یابد. او در دورهٔ دوازدهم نیز با حدود ۵۵ هزار رای (۶۹٪ آرا) برای پنجمین بار به مجلس راه یافت. رضایی در حوزه انتخابیه خود بیشتر با عنوان «دکتر رضایی» شناخته می‌شود.

### تاریخچه انتخابات
| سال  | انتخابات | رای    | درصد  | رتبه | نتیجه   |
| ---- | -------- | ------ | ----- | ---- | ------- |
| ۱۳۸۶ | مجلس     | ۱۹٬۹۵۳ | ۱۹٫۷۹ | دوم  | دور دوم |
| ۱۳۸۷ | مجلس     | ۳۶٬۸۵۱ | ۵۷٫۵۴ | اول  | برنده   |
| ۱۳۹۰ | مجلس     | ۵۳٬۵۷۵ | ۵۴٫۲۲ | اول  | برنده   |
| ۱۳۹۴ | مجلس     | ۵۳٬۸۸۲ | ۵۰٫۱۹ | اول  | برنده   |
| ۱۳۹۸ | مجلس     | ۳۹٬۹۴۰ | ۵۰٫۰۵ | اول  | برنده   |
| ۱۴۰۲ | مجلس     | ۵۴٬۸۱۰ | ۶۹٫۱۲ | اول  | برنده   |

## دیدگاه‌ها و مواضع

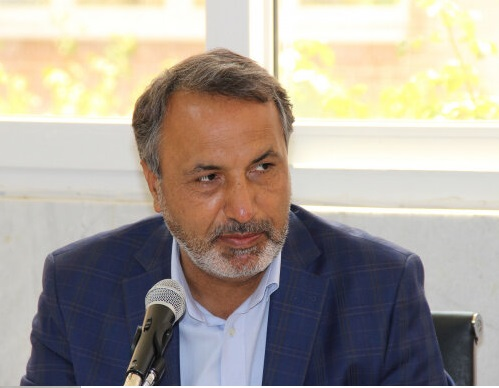
محمدرضا رضایی کوچی

### اعتراض به دست‌کاری در مصوبات مجلس
محمدرضا رضایی کوچی در مصاحبه‌ای اعلام کرد برخی نمایندگان پس از تصویب نهایی یک مصوبه و پیش از ارسال آن به شورای نگهبان با کم و زیاد کردن واژگان یا حتی برداشتن یک کاما، روح یک مصوبه را به کلی تغییر می‌دهند. وی با انتقاد از این دست‌کاری خواستار پاسخگویی نمایندگان مرتکب این عمل غیرقانونی شد.